# Hapigia ribbei
Hapigia ribbei är en fjärilsart som beskrevs av Druce 1887. Hapigia ribbei ingår i släktet Hapigia och familjen tandspinnare. Inga underarter finns listade i Catalogue of Life.